# RK Alkaloid
El RK Alkaloid es un club de balonmano macedonio de la ciudad de Skopje.
Pese a su reciente creación (2021), el club ganó en 2024 su primer título tras levantar la Copa de Macedonia del Norte de balonmano, y posteriormente ganó la Supercopa de Macedonia del Norte de balonmano también en 2024.
Desde su primer año en la máxima categoría del balonmano contó con Kiril Lazarov, leyenda del balonmano mundial y mejor balonmanista normacedonio de la historia, como primer entrenador.

## Palmarés
- Copa Europea de la EHF
  - Campeón (1): 2025

- Copa de Macedonia del Norte
  - Campeón (1): 2024

- Supercopa de Macedonia del Norte
  - Campeón (1): 2024

## Plantilla 2024-25
|  | Porteros - 01 Marko Kizikj - 12 Ivan Galevski - 16 Blagojče Trajkovski Extremos izquierdos - 02 Ivan Džonov - 17 Arnaud Bingo Extremos derechos - 05 Nikola Kosteski - 19 Aleksandar Petkovski Pívots - 03 Kostadin Petrov - 04 Nikola Markoski - 08 Valentin Karasmanakis - 09 Marko Stojkovikj - 14 Kristijan Simonoski | Laterales izquierdos - 06 Mihajlo Mladenovikj - 18 Francisco Oliveira Silva - 20 Damjan Mitev Centrales - 10 Marko Mitev - 11 Igor Gjorgjiev - 15 Martin Ivanovski Laterales derechos - 07 Martin Serafimov - 13 Martin Velkovski - 21 David Savrevski |